# シャムシ・イル
シャムシ・イル（Šamši-ilu）は、紀元前8世紀前半、古代メソポタミア地方の新アッシリア帝国の宮廷で大きな影響力を持った高官であり、かつアッシリア軍の最高司令官（タルタン）として有力な地位を占めた人物である。

## 出自
シャムシ・イルは恐らくアッシリアの生まれではなかったが、ビート・アディニ部族の高貴な出自であり、アッシリアの宮廷で教育されたものと思われる。その後、彼はアッシリア軍で地位を上昇させていき最高司令官（タルタン）となり、同時代のアッシリア王たちに大きな影響力を及ぼした。彼は恐らくシャルマネセル3世がビート・アディニの領土を併呑した際に総督となった。

## タルタン
シャムシ・イルはアッシリアで受けた教育によって出世の階段を登り、アダド・ニラリ3世とシャルマネセル4世の下で軍の最高司令官に登り詰めた。相当後のことであるかもしれないが、彼はいずれかの時点でプル（ティグラト・ピレセル3世）と関わりを持っていた可能性が高い。彼はティグラト・ピレセル3世がアッシュル・ニラリ3世から王位を簒奪するのを助けた同盟者か、はたまた王権争奪戦の末に破られたライバルかのいずれだった可能性があるが、現段階ではそれらの仮説を考証するための証拠はまだ不十分である。

## 遠征
シャムシ・イルの最も有名、かつ最も記録の残された遠征は前780年のウラルトゥ王アルギシュティ1世に対する遠征である。彼の名前は、遠征の勝利を記した巨大な石製ライオン像など数多くの公共記念碑に見られる。彼はまた、シロ・ヒッタイト諸国との間で土地を移管し国境協定を締結したことを伝える石碑によっても知られている。また、彼は前798年のダマスカスに対する遠征軍の司令官であった可能性もある。